# Vlag van Sao Tomé en Principe
De vlag van Sao Tomé en Principe werd aangenomen als nationale vlag op 5 november 1975, hoewel deze al bij het verkrijgen van de onafhankelijkheid op 12 juli van dat jaar werd gehesen. De vlag is gebaseerd op de vlag van de onafhankelijkheidsbeweging MLSTP.
De vlag is in pan-Afrikaanse kleuren. Groen staat voor de vegetatie van het land, geel voor cacao (het belangrijkste exportproduct) en rood voor het bloed dat voor het verkrijgen van de onafhankelijkheid is gevloeid. De twee zwarte sterren staan voor de twee eilanden Sao Tomé en Principe, de belangrijkste eilanden van de eilandenstaat.

## Constructie
De verhouding van de vlag is 1:2. De verhouding tussen de horizontale banen is 2:3:2 waarbij de gele baan dus anderhalf keer zo breed is als de groene. De rode driehoek is een rechthoekige gelijkbenige driehoek, de rechterpunt komt dus tot een kwart van de breedte. De middelpunten van de zwarte sterren staan precies in het midden van de vlag en op drie kwart van de breedte eveneens halverwege de hoogte. De diameter van de omgeschreven cirkel is gelijk aan de breedte van de groene banen. De vlag van de MLSTP had drie gelijke horizontale banen.

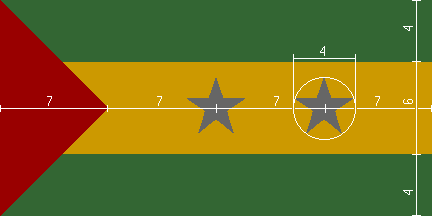
Constructie van de vlag

## Geschiedenis
De Portugezen koloniseerden de eilanden Sao Tomé en Principe in de 16e eeuw en namen ze op in hun koloniale rijk. Vier eeuwen later wakkerde het Bloedbad van Batepá in 1953 nationalistische sentimenten aan en zette aan tot een onafhankelijkheidsstrijd. Deze werd geleid door de Movimento de Libertação de São Tomé e Príncipe-Partido Social Democrata (MLSTP), die zeven jaar later werd opgericht. De Portugezen weigerden dit echter toe te staan en bleven doorvechten tot de Anjerrevolutie plaatsvond in 1974. De nieuwe regering besloot zich terug te trekken uit hun resterende koloniën, en onderhandelde over een routekaart voor onafhankelijkheid met de MLSTP, die ze hadden erkend als de "enige vertegenwoordiger" van de eilanden. Er werden verschillende voorstellen gedaan voor een nieuwe vlag, die allemaal de kleuren van de Pan-Afrikaanse beweging gebruikten. Deze werden allemaal afgewezen en een nieuwe vlag - naar verluidt ontworpen door MLSTP leider en toekomstige president Manuel Pinto da Costa - werd goedgekeurd. Deze werd aangenomen op 12 juli 1975 - de dag dat het land onafhankelijk werd - of op 5 november van datzelfde jaar. De vlag is bijna identiek aan de vlag van de MLSTP, en hoewel ze hun "machtsmonopolie" verloren in 1990, bleef de vlag ongewijzigd.

Historische vlaggen
?Vlag van Portugees Sao Tomé (1815-1830)
?Vlag van Portugees Sao Tomé (1830-1840)
?Vlag van Portugees Sao Tomé (1840-1912)
?Vlag van Portugees Sao Tomé (1911-1975)
?Vlag van Portugese provincie Sao Tomé (is nooit officieel geweest, enkel een voorstel)

Vlagvoorstellen in 1974
Voorstel 1
Voorstel 2
Voorstel 3
Voorstel 4
Voorstel 5
Voorstel 6
Voorstel 7
Voorstel 8